# Vasil Metodiev
Vasil Metodiev (Sandanski, 6 de janeiro de 1935 - Sofia, 29 de julho de 2019) foi um futebolista búlgaro que atuava como meia.

## Carreira
Vasil Metodiev fez parte do elenco da Seleção Búlgara na Copa do Mundo de 1966. 